# Butel
Butel (in macedone Бутел?) è uno dei dieci comuni che compongono la città di Skopje. La sua popolazione è di 36 154 abitanti (dati 2002).

## Geografia fisica
Il comune confina con Gazi Baba a sud-est, con Čair a sud, con Karpoš a sud-ovest, con Šuto Orizari e Čučer-Sandevo a nord-ovest e con Lipkovo a nord-est.

## Società

### Evoluzione demografica
La popolazione è così suddivisa dal punto di vista etnico:
- Macedoni = 22 506
- Albanesi = 9 107
- Turchi = 1 304
- Serbi = 1 033

## Località
Il comune è composto dalle seguenti località:
- Butel 1
- Butel 2
- Skopje Sever
- KPD Šuto Orizari
- Radišani
- Ljubanci (villaggio)
- Ljuboten (villaggio)
- Vizbegovo (villaggio)